# 林河龍
林河龍（： Lim Ha Ryong，1952年10月31日—），韩國男演员、喜劇演員，曾當过配音演员。

## 學經歷
- 中東中學校（朝鲜语：중동중학교）
- 堤川高等學校（朝鲜语：제천고등학교）
- 漢陽大學 戲劇電影學系 中退 1997年獲得名譽學士學位[3]
- 1998年 大慶大學 放送演藝製作系 兼任教授

## 影視作品

### 電影
- 2004年：《賊婆百分百》
- 2004年：《犯罪的重構》
- 2004年：《球愛咖啡屋》
- 2005年：《歡迎來到東莫村》
- 2006年：《赤腳的基豐》
- 2006年：《天使爸爸》
- 2007年：《打架》
- 2007年：《Bravo My Life》
- 2009年：《秘門交易醜聞》
- 2009年：《我的愛在我身邊》飾演 春子的丈夫
- 2009年：《早安總統》
- 2011年：《我是爸爸》
- 2012年：《鄰居》
- 2016年：《長壽商會》飾演 崔浩燮（特別出演）

### 電視劇
- 2006年：MBC《飛越彩虹》
- 2008年：KBS《最強七友》
- 2010年：MBC《越看越可愛》飾演 林河龍
- 2011年：MBC《我也是花》飾演 裴尚億
- 2012年：TV朝鮮《Welcome To Healing Town》
- 2012年：KBS《海雲臺戀人們》飾演 高忠錫
- 2012年：tvN《第三醫院》飾演 蔡仁國
- 2013年：SBS《兩個女人的房間》飾演 韓秉國
- 2014年：SBS《心情好的日子》飾演 林代表
- 2014年：MBC《Triangle》飾演 楊萬春
- 2014年：SBS《清潭洞醜聞》飾演 南在福
- 2014年：tvN《有理的愛情》飾演 張明浩
- 2016年：KBS《奇蹟時間補時》飾演 急救人員/惡劣便利店主
- 2016年：JTBC《玉氏南政基》飾演 南龍甲
- 2016年：tvN《又，吳海英》飾演 電影演員
- 2018年：tvN《雞龍仙女傳》飾演 北斗星君
- 2018年：KBS W《當時間停止時》》飾演 贓物阿飛
- 2019年：OCN《救救我2》飾演 里長
- 2020年：MBC《365：逆轉命運的1年》
- 2023年：KBS1《咣噹啷啷家族》飾演 申達龍

### MV
- 2007年：Eru（朝鲜语：이루） 《둘이라서》（因為是二個人）

## 廣播節目
- 1985年 KBS 《林河龍與卞雅英的9點約會》 DJ

## 外部連結
- NAVER人物搜尋－林河龍 （页面存档备份，存于）
- 林河龍在韩国电影数据库（KMDb）上的資料（韓語）
- 林河龍的Instagram帳戶